# Echeveria gibbiflora
Echeveria gibbiflora é uma espécie de planta pertencente à família Crassulaceae. Foi descrita pelo botânico suíço Augustin Pyramus de Candolle em 1828. Ela pode ser encontrada no México e na Guatemala.

## Ecologia
Cada flor é aberta entre 7 e 8 dias e é visitada por beija-flores de bico largo que procuram néctar (Cynanthus latirostris).